# Cystiscus microgonia
Cystiscus microgonia is een slakkensoort uit de familie van de Cystiscidae. De wetenschappelijke naam van de soort is voor het eerst geldig gepubliceerd in 1927 door Dall.